# Амангельды (Карасуский район)
Амангельды (каз. Аманкелді) — село в Карасуском районе Костанайской области Казахстана. Административный центр Белорусского сельского округа. Находится примерно в 46 км к юго-западу от районного центра, села Карасу. Код КАТО — 395233100.

## Население
- На 1989 год — 1383 человека[2].
- На 1999 год — 1070 человек (530 мужчин и 540 женщин)[3].
- По переписи 2009 года — 894 человека (407 мужчин и 487 женщин)[3].